# Volt

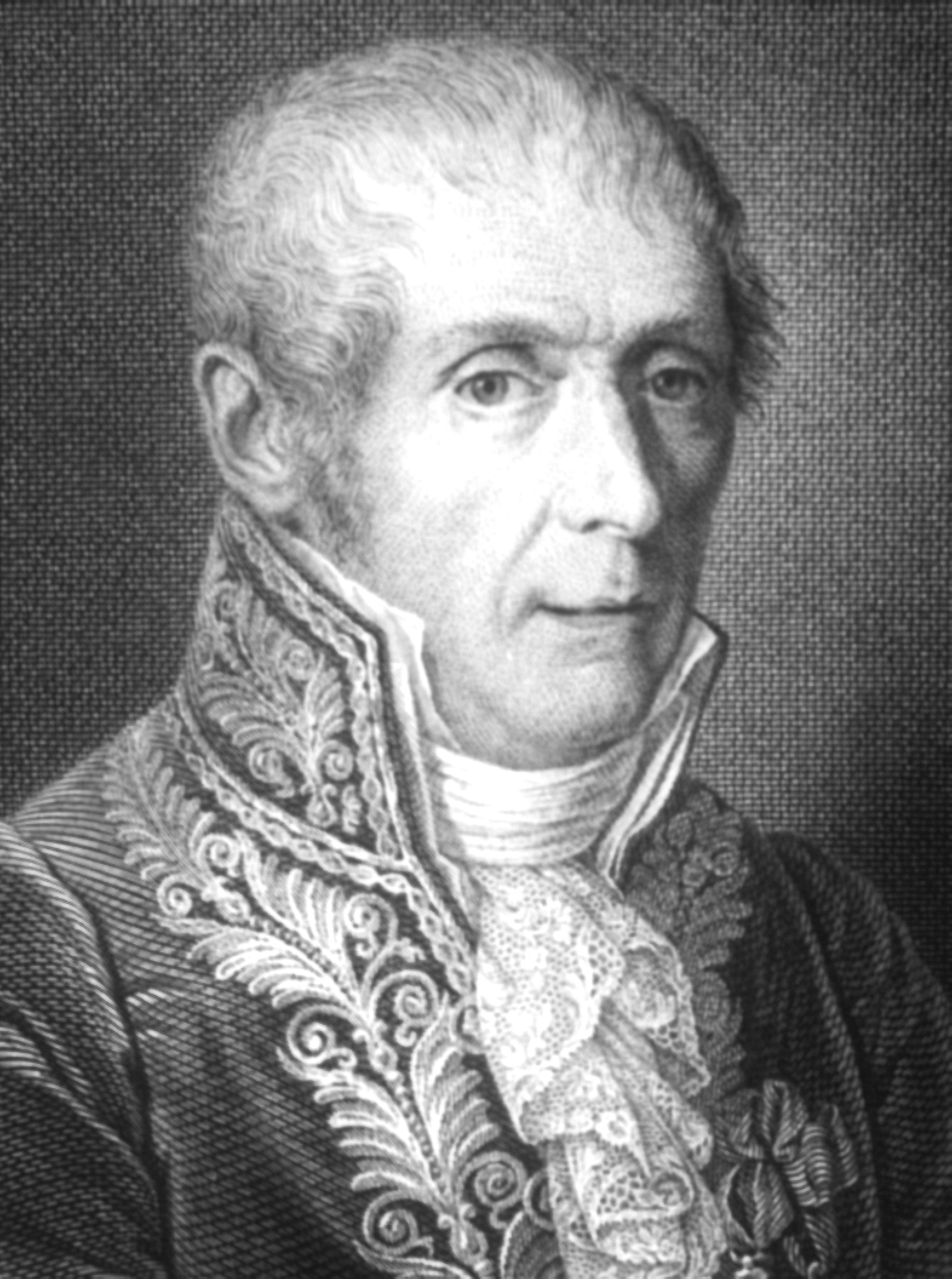
Alessandro Volta

Na física, o volt ou vóltio (símbolo: V, plural: volts) é a unidade que representa a tensão elétrica (ou diferença de potencial elétrico) do Sistema Internacional de Unidades (SI).
O volt é o potencial de transmissão de energia, em joules, por carga elétrica, em coulombs, entre dois pontos distintos no espaço. Dizer que a tensão existente entre dois pontos corresponde a um volt é o mesmo que dizer que cada carga de um coulomb que se movimenta entre tais pontos transmite um joule de energia.

## Etimologia
A nomenclatura volt é uma homenagem a Alessandro Volta, que desenvolveu a pilha voltaica, precursora da bateria elétrica. O plural da nomenclatura da unidade é volts.

## Definição
Um volt é definido como a diferença em potencial elétrico entre dois pontos de um fio condutor quando uma corrente elétrica de 1 ampere dissipa 1 watt de potência entre estes pontos. É igual, também, à diferença de potencial elétrico entre dois planos paralelos, infinitos, espaçados de 1 metro que cria um campo elétrico de 1 newton por coulomb.
Adicionalmente, é a diferença de potencial entre 2 pontos que vão transmitir 1 joule de energia por coulomb de carga que passe através destes pontos. Pode ser expressado em termos de unidades do SI (m, kg, s e A) como:
{\displaystyle {\displaystyle {\text{V}}={\frac {\text{energia potencial}}{\text{carga}}}={\frac {\text{J}}{\text{C}}}={\frac {{\text{kg}}{\cdot }{\text{m}}^{2}}{{\text{A}}{\cdot }{\text{s}}^{3}}}}}
Também pode ser expresso como ampere vezes ohms (corrente vezes resistência, lei de ohm), watt por ampere (potência por unidade de corrente, definição de energia elétrica) ou joules por coulomb (energia por unidade de carga), o que também é equivalente a elétron-volts pela carga elementar do elétron:
{\displaystyle {\displaystyle {\text{V}}={\text{A}}{\cdot }\Omega ={\frac {\text{W}}{\text{A}}}={\frac {\text{J}}{\text{C}}}={\frac {\text{eV}}{e}}}}
Para calcular a tensão utiliza-se a seguinte fórmula :
{\displaystyle U={\frac {E}{Q}}}
Outra relação importante é a que relaciona a potência com a tensão elétrica e a corrente elétrica (onde 1 watt corresponde ao produto de 1 volt por 1 ampère):
{\displaystyle P=U\cdot i\,}

### Definição da Junção de Josephson
O volt “convencional”, V90, definida em 1988 na 18ª Conferência Geral de Pesos e Medidas e em uso desde 1990, é implementado usando o Efeito Josephson para uma conversão exata de frequência para tensão, combinada com o padrão de frequência césio. Para a constante de Josephson, KJ = 2e/h (onde e é o valor da carga elementar do elétron e h é a constante de Planck), o valor “convencional” KJ-90 é usado como:
{\displaystyle {\displaystyle K_{\text{J-90}}=0.4835979\,{\frac {\text{GHz}}{\mu {\text{V}}}}}}
Este padrão é usualmente percebido usando uma matriz conectada em série de milhares ou dezenas de milhares de junções, excitadas por sinais de micro-ondas entre 10 e 80 GHz (dependendo do design da matriz). Empiricamente, diversos experimentos mostraram que o método é independente do design do dispositivo, material, configuração de medidas, etc., e nenhum termo de correção é necessário em uma implementação prática. 

## História

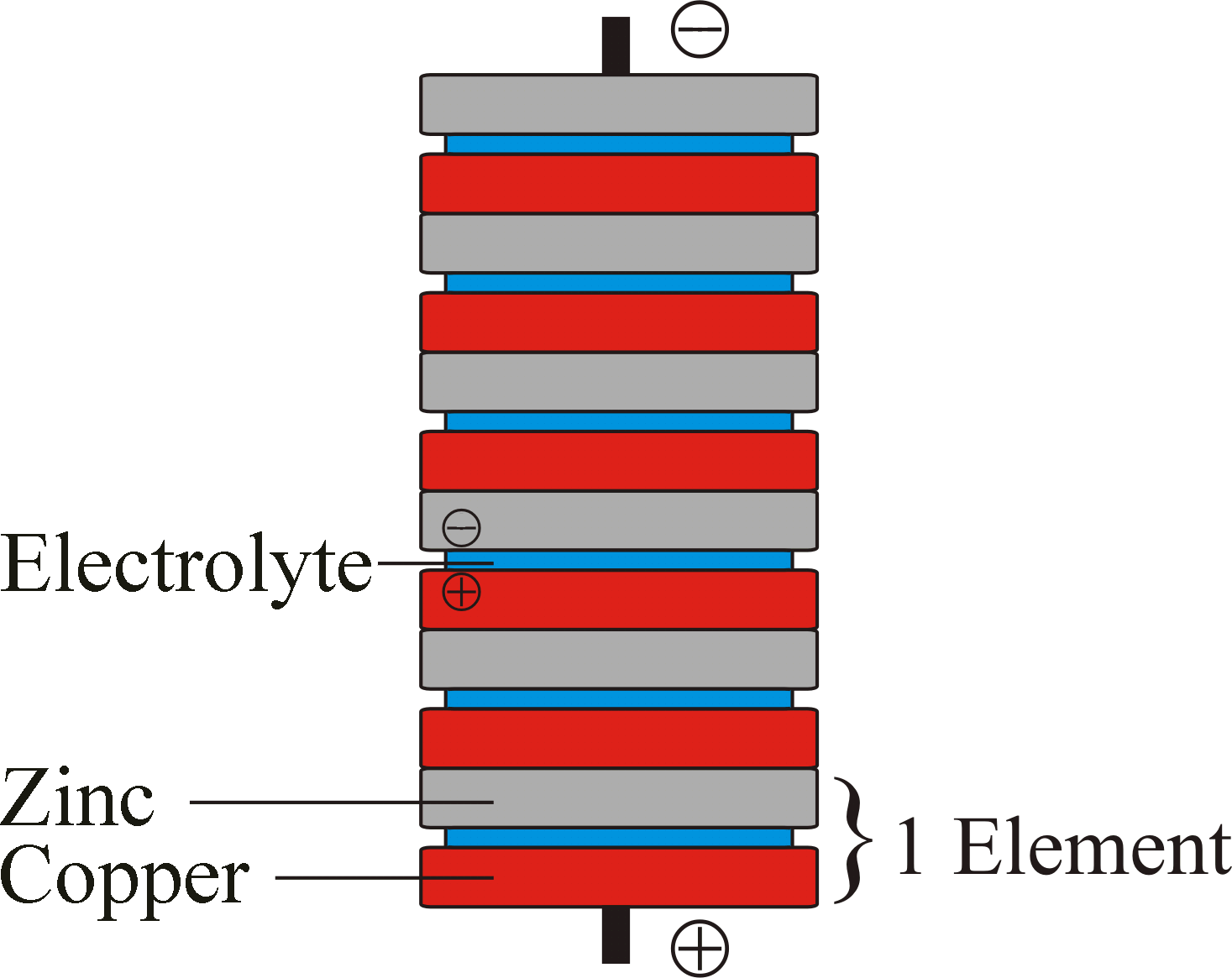
Diagrama esquemático de uma pilha voltaica cobre–zinco.

Em 1800, como resultado de um desentendimento sobre a resposta galvânica por Luigi Galvani, Alessandro Volta desenvolveu a chamada pilha voltaica, um tipo de bateria, que produzia uma corrente elétrica constante. Volta havia determinado que o pareamento de metais assimilares mais efetivo para geração de energia seria zinco e prata. Em 1861, Latimer Clarck e Sir Charles Bright cunharam "volt" como uma unidade de resistência. Em 1873, a Associação Britânica para os Avanços da Ciência já tinha definido volt, ohm e farad.
Entre 15 de agosto e 15 de novembro de 1881, no Palais de I'Industrie nos Champs-Élysées, ocorreu a primeira Exposição Internacional de Eletricidade, que serviu para mostrar os avanços da tecnologia elétrica desde a pequena mostra elétrica na Exposição Universal de 1878. Apresentaram-se na Exposição Internacional expositores do Reino Unido, Estados Unidos, Alemanha, Itália e Países Baixos, bem como da própria França.
Entre outros grandes acontecimentos realizados nessa feira, ocorreu o primeiro Congresso Internacional de Eletricistas, nos salões do Ancien Palais du Trocadéro, apresentando vários trabalhos científicos e técnicos incluindo definições para as unidades praticas padrão volt, ohm e ampere.
Uma proposta de redefinição das unidades básicas do SI, incluindo a definição do valor da carga elementar, é esperada para 2019.

## Ordem de grandeza
| Potência | Valor  | Descrição (valor exato)     | Exemplo |
| 10-3     | 1 mV   | 1 millivolt (0,001V)        | |
| 10-2     | 10 mV  | 10 milivolts (0,01 V)       | |
| 10-1     | 100 mV | 100 milivolts (0,1 V)       | VBE em transistores de silício (700 mV)                                                                            |
| 100      | 1 V    | 1 volt                      | Pilha AA (1,5 V)                                                                                                   |
| 101      | 10 V   | 10 volts                    | Bateria de carro (12 V)                                                                                            |
| 102      | 100 V  | 100 volts                   | Tomada residencial (110 ou 220 V), (127 ou 230 V — Brasil), (100 ou 200 V — Japão)                                 |
| 103      | 1 kV   | 1 quilovolt (1 000 V)       | Tensão de entrada primária em transformadores ligados a redes de sub-distribuição, por exemplo, industriais (6 kV) |
| 104      | 10 kV  | 10 quilovolts (10 000 V)    | Rede de distribuição (13,8 kV, 33 kV); vela de ignição (30 kV); bobina de Tesla (10 000 a 50 000 V)                |
| 105      | 100 kV | 100 quilovolts (100 000 V)  | Linha de transmissão (138 kV, 500 kV, 750 kV)                                                                      |
| 106      | 1 MV   | 1 megavolt (1 000 000 V)    | Linhas de transmissão experimentais                                                                                |
| 107      | 10 MV  | 10 megavolts (10 000 000 V) | Descargas atmosféricas                                                                                             |